# Teonàs
Teonàs va ser el setzè patriarca d'Alexandria, des de l'any 282 al 300.
D'aquest Teonàs en queden poques notícies. Eusebi de Cesarea diu que Màxim, que havia ocupat el càrrec episcopal a Alexandria durant divuit anys després de la mort de Dionís, va ser succeït per Teonàs, que va mantenir el càrrec durant dinou anys. D'ell es coneix una famosa carta a Llucià, el Prepòsit (camarlenc) en cap i favorit l'emperador Dioclecià. Aquesta epístola és una carta que aconsella a Llucià sobre els deures del seu càrrec, i es va publicar per primera vegada al Spicilegium de Luc d'Achery, i de nou a la Bibliotheca d'Antoine Galland. No es dona el nom de l'emperador, ni la mateixa carta ens diu qui era el bisbe Teonàs que la va escriure. D'aquí que alguns hagin suposat que l'autor era un altre Teonàs, bisbe de Cízic. I alguns, com Cave, han pensat que l'emperador en qüestió era Constanci Clor. Alguns autors consideren que la carta és una falsificació. Va morir l'any 300.
Teonàs, considerat sant, es commemora al Martirologi romà el dia 27 d'agost. Sant Atanasi en la seva apologia a Constantí parla d'una església que el seu successor, Alexandre, va dedicar a Teonàs.